# La macchina cinema
La macchina cinema è un film-documentario del 1978 diretto dai registi Silvano Agosti, Marco Bellocchio, Sandro Petraglia e Stefano Rulli.

## Trama
Il film è un'inchiesta sugli aspetti meno edificanti dell'industria cinematografica, condotta per la Rai e diretta a più mani da un gruppo di giovani registi d'avanguardia.
Diviso in 5 sezioni, parte dalle esperienze amatoriali di improvvisati cineasti di un paesino del meridione fino ad approdare alla tragica vicenda dell'attrice italiana Daniela Rocca, passata in pochi anni dal successo internazionale alla emarginazione e alla solitudine della malattia mentale. 
Furono coinvolti attori e personaggi del cinema come Monica Vitti, Ciccio Ingrassia, Alberto Sordi, Mario Monicelli e Dario Argento.

## Riconoscimenti
- Premio FIPRESCI (1979)